# Bronsstjärtad komet
Bronsstjärtad komet (Polyonymus caroli) är en fågel i familjen kolibrier.

## Utseende
Bronsstjärtad komet är en stor kolibri med relativt lång stjärt som verkar kluven när den är utbredd. Hanen är gnistrande grön med glänsande skär strupe och bronsfärgade spetsar på yttre stjärtpennorna. Honan och ungfågeln är istället gråaktig undertill med gröna fjäll. Strupfläcken är mycket mindre, inramat av ett ljust mustaschstreck, och bakom ögat syns en vit fläck.

## Utbredning och systematik
Arten är den enda i släktet Polyonymus. Den förekommer i Andernas bergssluttningar mot stillahavskusten i Peru. Den behandlas som monotypisk, det vill säga att den inte delas in i några underarter.

## Status
Arten har ett stort utbredningsområde och beståndet anses stabilt. Internationella naturvårdsunionen IUCN listar den därför som livskraftig (LC).

## Namn
Fågelns vetenskapliga artnamn hedrar den franske ornitologen Charles Lucien Bonaparte.